# 謝爾特角
謝爾特角（英語：Shelter Point），是南極洲的海岬，位於南喬治亞群島，處於藍鯨港西部，由英國研究隊繪入地圖和命名，該海岬由英國海外領土管轄。